# Wojciech Omyła

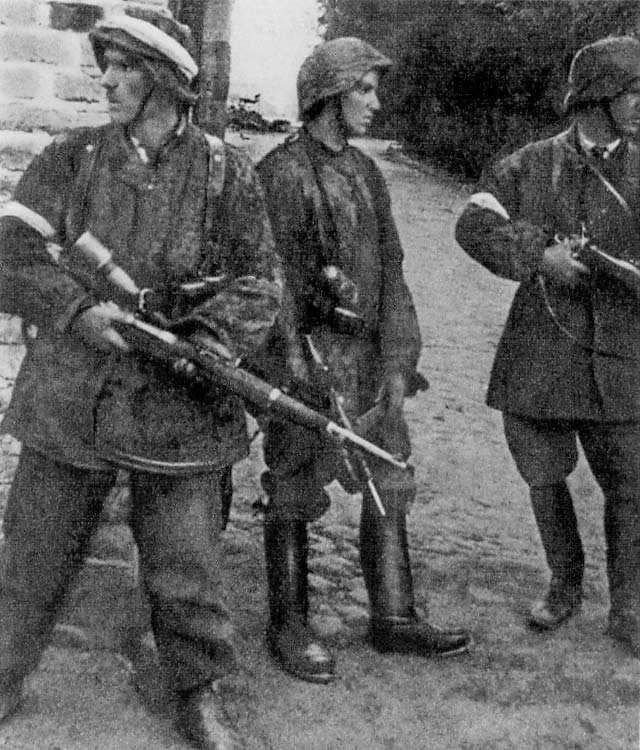
Patrol z II plutonu "Alek". Pierwszy z lewej – Wojciech Omyła

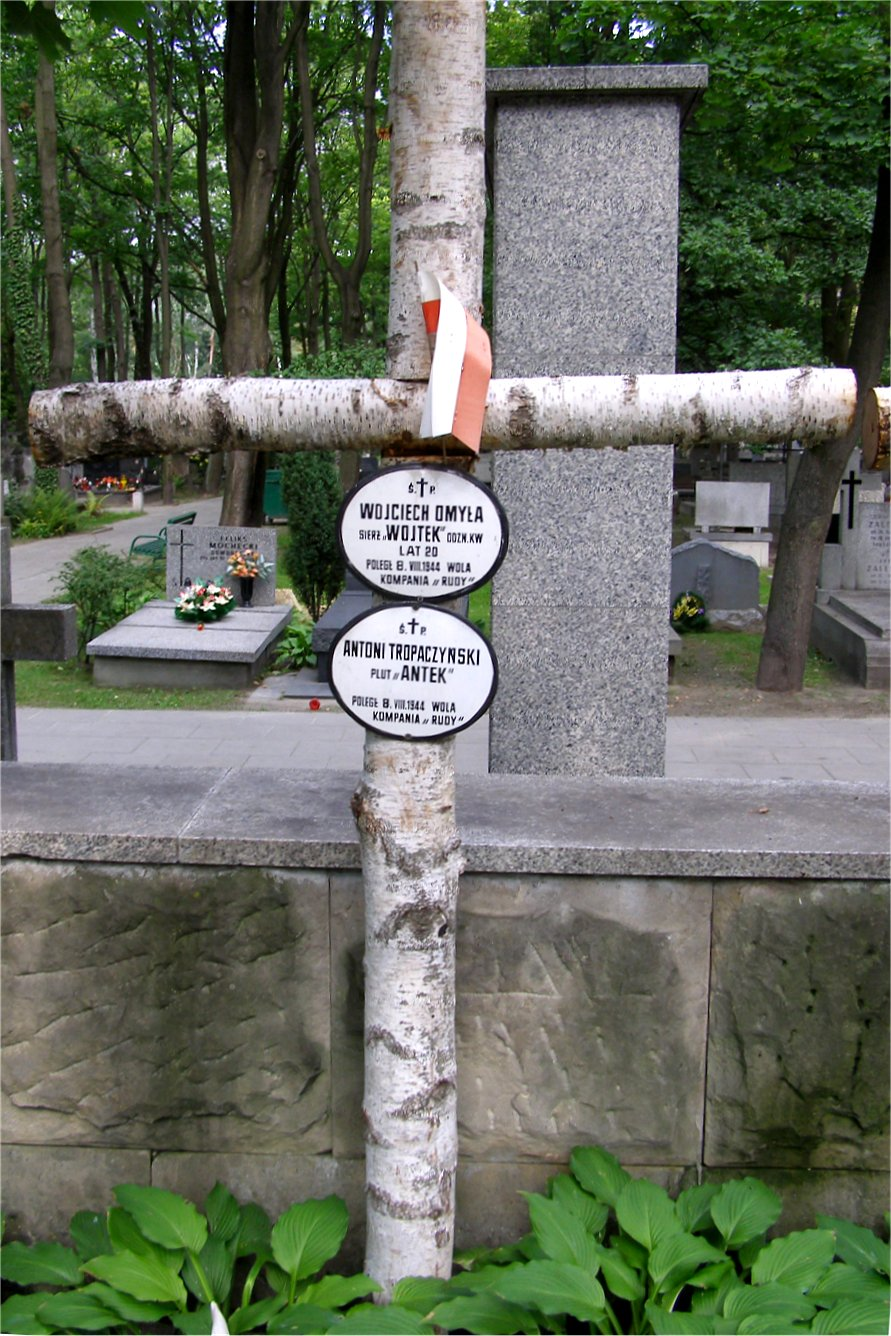
Mogiła na Powązkach

Bolesław Wojciech Omyła ps. Wojtek (ur. 6 stycznia 1924 w Warszawie, zm. 8 sierpnia 1944 tamże) – sierżant, uczestnik powstania warszawskiego jako żołnierz II plutonu „Alek” 2. kompanii „Rudy” batalionu „Zośka” Armii Krajowej.

## Życiorys
Syn Antoniego, zawodowego żołnierza i Zofii. Dzieciństwo spędził w Modlinie, gdzie jego ojciec był instruktorem w Centrum Wyszkolenia Saperów. W 1930 r. podjął naukę w Szkole Powszechnej im. Józefa Piłsudskiego. Cztery lata później został harcerzem 68. Męskiej Modlińskiej Drużyny im. Tadeusza Kościuszki. Od 1937 r. uczeń Prywatnego Gimnazjum Koedukacyjnego Koła Rodziny Wojskowej.
Od połowy września 1939 r. przebywał w Kowlu, stamtąd dostał się do Warszawy, a następnie wraz z rodziną znalazł się w Częstochowie. 7 lutego 1943 r. został zaprzysiężony w Chorągwi Warszawskiej Szarych Szeregów, wprowadzony przez swojego przyjaciela Tadeusza Milewskiego.
Tuż przed wybuchem powstania warszawskiego przyjechał do Warszawy z Częstochowy. Walczył w II plutonie „Alek” 2. kompanii „Rudy” batalionu „Zośka”. W powstaniu uczestniczył m.in. w zwycięskich dla strony polskiej walkach o zdobycie obozu „Gęsiówka”. Poległ 8. dnia powstania podczas walk na terenie cmentarza ewangelickiego na Woli. Miał 20 lat. Pochowany wraz z plutonowym Antonim Tropaczyńskim w kwaterach żołnierzy i sanitariuszek batalionu „Zośka” na Wojskowych Cmentarzu Wojskowym w Warszawie.
Został odznaczony Krzyżem Walecznych.